# Bahaettin Rahmi Bediz
Rahmizâde Bahaeddin Bey (Bahaettin Rahmi Bediz, Rahmi Bediz 19. června 1875 – 1951) byl turecký fotograf krétského původu. Historikové jej obecně považují za prvního profesionálního tureckého fotografa.

## Životopis
Narodil se 19. června 1875 a vystudoval střední školu Galatasaray Litesi v Istanbulu. Svou kariéru zahájil v Kandiye na Krétě v roce 1895 a poté otevřel fotografická studia v Izmiru v roce 1910, v Istanbulu v roce 1915, kde získal známost, a v Ankaře po roce 1935, kde kromě svého soukromého podnikání pracoval jako vedoucí oddělení fotografie v Turecké historické společnosti.
Tisíce fotografií (zejména portrétů), které pořídil během své kariéry (Kréta, İzmir, İstanbul, Ankara), mají obrovskou historickou hodnotu.
V letech 1927–1928, zatímco sídlil v İstanbul a řídil své vlastní fotografické studio Photo Resné, připravil İzmir pro magistrát brožuru „Album de Smyrne“, ve francouzštině a turečtině, sbírku fotografií, kterou doplnil vysvětlujícími texty. Album distribuované v zahraničí prostřednictvím tureckých ambasád a konzulárních úřadů je pozoruhodné jednak tím, že je jedním z prvních informačních a propagačních balíčků připravených Tureckou republikou pro mezinárodní čtenáře, a také tím, že to byla jedna z posledních knih vytištěná v Turecku v arabštině, krátce před přechodem na latinskou abecedu.
Stále je uctíván i na Krétě, protože jako první zachytil obyvatele a krajinu ostrova.
Jeho syn, Pertev Bediz (Peter Bediz v Kanadě) také získal významnou pozici tak, že se stal jedním z průkopníků geofyzikálního průmyslu v Kanadě.